# Kris Peeters
Kris Peeters (Reet, Anvers 18 de maig de 1962) és un polític flamenc del partit democristià CD&V, que ocupa el càrrec de ministre-president de Flandes des del 28 de juny de 2007, al capdavant del govern flamenc. Va succeir-hi Yves Leterme.
L'any 2004, tot i no ser elegit diputat al Parlament Flamenc, va integrar el govern flamenc com a tercer ministre del partit CD&V, amb la cartera d'obres públiques, ports, energia, medi ambient i natura. Quan, el juny de 2007, Yves Leterme i Inge Vervotte van fer el salt a la política federal, Peeters va quedar-se com a únic ministre del CD&V. Arran d'aquesta coincidència, se li va proposar d'esdevenir ministre president de Flandes. El 10 de juny de 2007 va ser escollit com a diputat federal amb 39.754 preferències, però va preferir no ocupar l'escó. Va jurar el càrrec a la Clínica Sant Joan de Brussel·les, on hi havia ingressat el rei Albert II. Després de les eleccions flamenques del 7 de juny de 2009, Peeters va formar el seu segon govern.